# Scorțoasa
Scorțoasa est une commune roumaine située dans le județ de Buzău.